# Mülchi
Mülchi är en ort i kommunen Fraubrunnen i kantonen Bern, Schweiz. 
Mülchi var tidigare en självständig kommun, men den 1 januari 2014 blev den en del av kommunen Fraubrunnen.